# Josep Montserrat i Portella
Josep Montserrat i Portella (Barcelona, 22 de juliol de 1860 - Barcelona, 23 de novembre de 1923) fou un escultor català.

## Biografia
Va néixer a Barcelona, fill de Vicenç Montserrat i Bosch, natural de Barcelona, i d'Isabel Portella i Roca, natural de Sant Boi de Llobregat.
Va estudiar a l'Escola de Belles Arts de Llotja, deixeble de Josep Reynés. El 1879 va opositar a la Pensió Fortuny de l'Ajuntament de Barcelona i va guanyar una menció d'honor. Va participar en totes les manifestacions artístiques de Barcelona i a les exposicions d'Art de Barcelona, Madrid, Bilbao i París. El 1900 va ser a l'Exposició Universal de París, delegat per la Diputació de Barcelona. Fou professor de l'Escola de Llotja des de 1901 fins a la seva mort, a finals de novembre de 1923.

## Obra
Seguint les tendències escultòriques de la seva època, Josep Montserrat es dedicà als temes representatius de la realitat: homes i dones dedicats a la seva feina (Amor i Treball, Bugadera) i aspectes íntims de la vida quotidiana (Neta, convalescència). Potser el tret que el fa més destacable és la seva aguda observació en els temes populars; l'expressivitat de les seves figures fa que els estudiosos de l'art tractin la seva obra de «realisme anecdòtic.» En aquest sentit el treball més destacable és l'Avi. També es va dedicar als encàrrecs que s'havien de cenyir a les necessitats de la comanda i que, per tant, no denotaven el frescor expressiu de les obres que podia fer en total llibertat.
D'altra banda, el desenvolupament industrial que en aquell moment anava lligat a una activitat escultòrica frenètica, el va portar a participar, com a col·laborador de la Foneria Masriera i Campins, en nombrosos projectes arreu del món, com la Columna de la Independencia a Guayaquil, iniciada per Agustí Querol. També va col·laborar en el monument a Alfons XII que hi ha a Madrid.

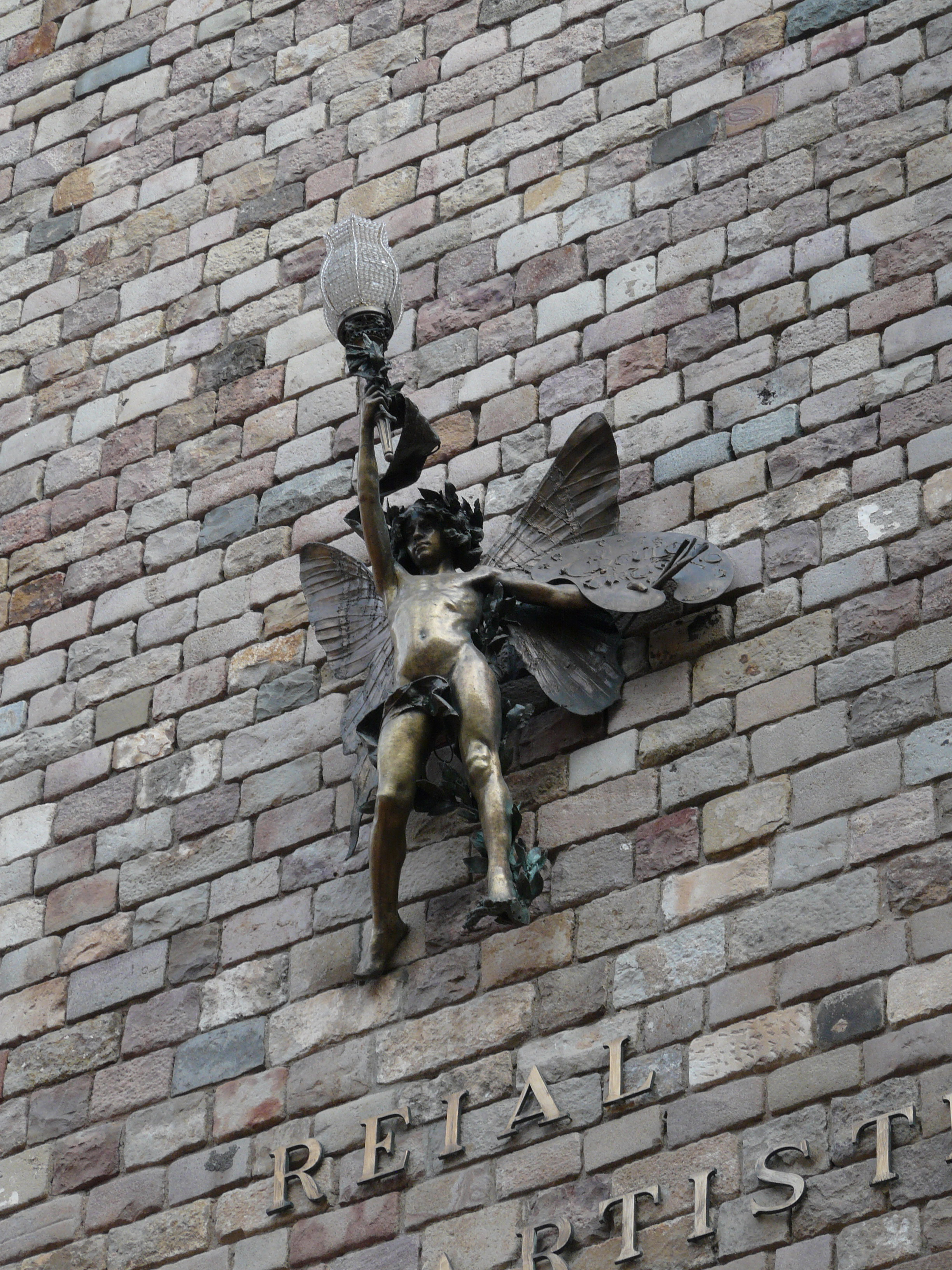
Geni Alat, al Portal de l'Àngel de Barcelona.

Al Museu Nacional d'Art de Catalunya s'hi conserven les figures Avi (1885), Primer Intent (1893), Pintor Viladomat (1891) i Al Mercat (1904). Als carrers de Barcelona hi ha el Manelic, al Jardí d'Escultures, i Geni Alat a la façana lateral del Reial Cercle Artístic, al Portal de l'Àngel.
Té obres repartides arreu del món, obra pública a Puerto Rico i a Fernando Poo.